# VR战士系列
VR战士是世嘉旗下工作室AM2和设计师铃木裕制作的3D格斗游戏系列。1993年系列首作在街機上发行，被广泛视为3D格斗游戏的起源。系列现有5部本傳游戏。

舊徽標

与大部分格斗游戏类似，《VR战士系列》的系统是一對一在3个回合內爭搶2勝的比赛。

## 评价
《VR战士》通常被认为是3D格斗游戏的始祖，在商業上的成功帶起了此一分野遊戲的風潮。後起的《铁拳系列》、《生死格鬥系列》等3D格斗游戏都受到本系列的影响。除了3D之外，遊戲角色所使用的武技也是以實際存在的流派為設定，這份真實性也是本作的一個特色。